# Fernando Eloy Guachalla
Fernando Eloy Guachalla fue un abogado, diplomático y escritor boliviano nacido en el cantón Ilabaya de la provincia Larecaja del Departamento de La Paz (1853-1908). Miembro del Partido Liberal de Bolivia. Ministro de Relaciones Exteriores entre 1899 a 1900.

## Carrera política
Fue Secretario General de la Junta Federal de Gobierno que presidió a la Nación en 1899.
Ganó las Elecciones Nacionales de 1908 para el cargo de Presidente de la Nación, cargo que no pudo ocupar a causa de su repentina muerte y que se entendió por lo tanto que dichas elecciones quedaban anuladas, sin escuchar los pedidos de Eufronio Viscarra, Primer Vicepresidente electo, que pugnaba por la sucesión.
En ese contexto, Ismael Montes pidió la anulación de las elecciones generales y la prórroga de su mandato hasta el año siguiente, 1909, y convocar a nuevas elecciones.
El lugar donde nació, Ilabaya, fue denominado "Guachalla" en honor a su memoria, a través de la Ley N°09 del 9 de diciembre de 1929 sancionada durante la Presidencia de Hernando Siles. (Ley actualmente abrogada).